# Sección de la Gran Corona
La sección de la Gran Corona (section de la Grande Couronne en francés), es una división administrativa francesa, que está situada en el departamento de ultramar de Guayana Francesa y la región de Guyana Francesa.

## Historia
A principios de 2015 en aplicación de la Ley n.º 2011-884, de 27 de julio de 2011, relativa a las colectividades de Guayana Francesa y Martinica, el Consejo Regional de Guayana Francesa y el Consejo departamental de Guayana Francesa, se fusionaron en una Colectividad única de Guayana Francesa, al estar dotada de una asamblea de electos, denominada Asamblea de Guayana Francesa, formada por 51 miembros que son elegidos entre las ocho secciones creadas a tal efecto en sustitución de los cantones, que fueron suprimidos por innecesarios.
La Sección de la Gran Corona fue creada en aplicación de dicha Ley y específicamente de su artículo 8.º, apartado L558-3,, siendo formado por la unión de tres comunas: la comuna del antiguo cantón de Macouria, la comuna del antiguo cantón de Montsinéry-Tonnegrande y la comuna del  antiguo cantón de Roura.

## Composición
La sección de la Gran Corona comprende las tres comunas siguientes
| Comuna                 | Cantón anterior        | Distrito |
| ---------------------- | ---------------------- | -------- |
| Macouria               | Macouria               | Cayena   |
| Montsinéry-Tonnegrande | Montsinéry-Tonnegrande | Cayena   |
| Roura                  | Roura                  | Cayena   |